# Liste der Monuments historiques in Montot-sur-Rognon
Die Liste der Monuments historiques in Montot-sur-Rognon führt die Monuments historiques in der französischen Gemeinde Montot-sur-Rognon auf.

## Liste der Immobilien
| Bezeichnung      | Beschreibung          | Standort               | Kennzeichnung | Schutzstatus | Datum | Bild           |
| ---------------- | --------------------- | ---------------------- | ------------- | ------------ | ----- | -------------- |
| Kirche St-Martin | Chor, 13. Jahrhundert | Rue de l’Église (Lage) | PA00079197    | Inscrit      | 1928  | weitere Bilder |

## Liste der Objekte
| Bezeichnung     | Beschreibung          | Standort                       | Kennzeichnung | Schutzstatus | Datum | Bild |
| --------------- | --------------------- | ------------------------------ | ------------- | ------------ | ----- | ---- |
| Kollektenschale | Zinn, 17. Jahrhundert | in der Kirche St-Martin (Lage) | PM52001808    | Inscrit      | 1984  |      |